# DVBViewer
DVBViewer пропієтарний комерційний софт для перегляду та запису dvb тв та радіо використовуючи тв-карту чи бокс та медіа центр для перегляду музики, відео та ін. також підтримуеться ЕПДЖІ віддалений контроль телетекст та ін.

## див.також
- EPG
- DVB